# Domiciano Cabral
José Domiciano Cabral (João Pessoa, 16 de março de 1955) é um empresário e político brasileiro que foi deputado federal e deputado estadual pela Paraíba e vereador em sua cidade natal entre 1993 e 1994. É atualmente filiado ao Movimento Democrático Brasileiro (MDB).

## Biografia
Filho de Severino Alves Cabral e Anadia Domiciano Cabral, iniciou a carreira política em 1982, quando filiou-se ao PMDB, presidindo o diretório pessoense do partido entre 1985 e 1987. Sua primeira eleição foi em 1992, elegendo-se vereador com 1.241 votos.
Empossado em janeiro de 1993, foi líder do PMDB na Câmara Municipal de João Pessoa. Em 1994, se afastou do cargo para concorrer a uma vaga de deputado estadual, sendo bem-sucedido: recebeu 14.581 votos, ficando na décima-quinta posição entre os eleitos.
No pleito estadual de 1998, Domiciano Cabral elegeu-se deputado federal novamente pelo PMDB, com 55.585 votos. Em 2000, assumiu a liderança do bloco formado por PMDB, PST e PTN. No ano seguinte, deixa o PMDB após 19 anos filiado ao partido e ingressa no PSDB, pelo qual se reelege para mais 4 anos de mandato em 2002, emplacando 69.668 sufrágios, porém não chega a assumir o novo mandato, uma vez que foi nomeado secretário de Infraestrutura da Paraíba no primeiro governo de Cássio Cunha Lima. Durante o período, o suplente Marcondes Gadelha ocupou seu lugar.
Em 2001, sua esposa Sara Cabral assumiu a prefeitura de Bayeux após a cassação do mandato do ex-prefeito Expedito Pereira por captação de votos e prática de abuso de poder econômico. Tentou a reeleição em 2004, mas não obteve sucesso.
Em janeiro de 2004 reassume o cargo de deputado federal, mas volta a se afastar do cargo por 3 meses, em 2006, preferindo não concorrer à reeleição. No mesmo ano, foi expulso do PSDB por ter se envolvido no escândalo dos sanguessugas.
Voltou à política em 2009, agora filiado ao DEM, pelo qual foi candidato a vice na chapa encabeçada por Jota Júnior (substituído sua esposa Sara, que teve candidatura indeferida), que seria reeleito prefeito de Bayeux e com quem romperia politicamente em 2010.
Nas eleições de 2010, candidata-se a uma vaga na Assembleia Legislativa, elegendo-se com 24.329 votos. Na eleição seguinte, decide não tentar a reeleição para apoiar a candidatura de seu filho, Arnon Domiciano, que recebeu 6.038 votos. Mesmo não concorrendo novamente, obtém 35 votos, uma vez que sua candidatura foi aprovada pela Justiça Eleitoral.
Em 2018, filiou-se ao PP, mas não disputou a eleição estadual, tendo apoiado a candidatura de Lucélio Cartaxo (PV). Filiou-se ao Cidadania em 2022, sendo escolhido juntamente com o vereador pessoense Bruno Farias para coordenar a federação partidária com o PSDB visando a disputa eleitoral.
Em julho de 2022, foi escolhido presidente da federação PSDB-Cidadania na Paraíba, sendo também cogitado para ser candidato a vice-governador na chapa de Pedro Cunha Lima.